# Далла Бона, Самуэле
Самуэ́ле Да́лла Бо́на (итал. Samuele Dalla Bona; род, 6 февраля 1981, Сан-Дона-ди-Пьяве) — итальянский футболист, центральный полузащитник.

## Карьера
Самуэле Далла Бона начал карьеру в молодёжной команде «Аталанты». Одновременно он играл в юношеской сборной Италии, где являлся капитаном команды. В октябре 1998 года Далла Бона перешёл в лондонский «Челси». Этот трансфер привёл к тому, что итальянская федерация футбола приняла решение изменить законодательство касаемо трансферов молодых футболистов, чтобы те оставались в пределах Италии. Первоначально Самуэле выступал за молодёжную команду «Челси», где забил 16 голов, став лучшим бомбардиром команды сезона 1998/99. В том же году Далла Бона был признан лучшим молодым игроком в «Челси».
Через год Самуэле дебютировал в основном составе команды в матче Лиги чемпионов с «Фейеноордом». С уходом из состава команды игроков центра поля, Густаво Пойета и Денниса Уайза, Далла Бона смог завоевать место в основном составе команды, проведя 32 матча и забив 2 мяча. В начале следующего сезона Самуэле отказался продлевать контракт с клубом и был выставлен на трансфер. После этого, он стал реже появляться в составе команды, не пользуясь доверием главного тренера «Челси», Клаудио Раньери.
У футболиста было множество предложений из Италии. Контракт ему предложила «Венеция», которая была готова заплатить за трансфер полузащитника 5 млн фунтов, но Далла Бона отказал этой команде. 10 июля 2002 года Далла Бона перешёл в «Милан», подписав пятилетний контракт; сумма трансфера составила 1,5 млн долларов. 6 октября 2002 года Самуэле дебютировал в составе «россонери» в матче Серии А с «Торино», в котором миланцы победили 6:0. В его первом сезоне в клубе Далла Бона выиграл Кубок Италии и одержал победу в Лиге чемпионов.
Но футболист не выдержал конкуренции с игроками основы «Милана», Дженнаро Гаттузо, Кларенсом Зеедорфом и Андреа Пирло. Летом 2003 года Самуэле был арендован «Болоньей». Через год он перешёл в «Лечче», где главный тренер команды, Зденек Земан, построил игру клуба вокруг Далла Боны, действовавшего на позиции диспетчера. в следующем сезоне Далла Бона играл в «Сампдории», где также являлся игроком стартового состава.
После сезона в «Сампдории», Далла Бона вернулся в «Милан», но пробыв там несколько недель, 10 августа, перешёл в «Наполи», подписав контракт на 4 года. В первом сезоне в Неаполе Далла Бона провёл 37 матчей и забил 4 гола, один из которых он забил ударом с лёта с 30 метров в ворота «Тревизо». В сезоне 2007/08, Самуэле почти не выступал: клуб, вышедший в серию А, купил несколько новых игроков, вытеснивших Даллу Бону из состава. В результате футболист провёл лишь 6 матчей за полтора года. К нему выказывал интерес английский клуб «Тоттенхэм», но сделка не состоялась. Зимой 2009 года он подписал договор с «Наполи», по которому Самуэль объявлялся свободным агентом, но если игрок до 30 июня 2009 года не смог бы найти себе клуб, то он бы вернулся в Неаполь.
Футболист некоторое время тренировался с клубом серии D «Домельяра» и английским «Вест Хэмом», попасть куда помог ему его друг Джанфранко Дзола. Далла Бона наделся, что сможет убедить руководство «Вест Хэма» подписать с ним контракт, он даже отказал «Триестине», предлагавшей ему контракт. Но англичане не имели планов подписывать Даллу Бону и, в результате, футболист вернулся в состав «азурри».
7 августа 2009 года Далла Бонна перешёл, на правах годичной аренды, в греческий клуб «Ираклис». Но Самуэль не смог набрать спортивную форму и провёл за клуб лишь 2 игры. 1 февраля 2010 года Далла Бона был арендован «Вероной». За клуб футболист провёл лишь 4 игры и забил 1 мяч (в игре с «Римини»). По окончании сезона игрок вновь вернулся в Неаполь.

## Достижения
«Милан»
- Обладатель Кубка Италии (1): 2003
- Победитель Лиги чемпионов УЕФА (1): 2003

Личные
- Лучший молодой игрок «Челси» (1): 1999